# Џеладин-паша Зогољ
Џеладин-паша Зогољ био је кајмакам у селу Зогољ, Област Мат, Албанија, Османско царство.
Отац је Џелала-паше Зогоља, а дјед албанског краља Зога I од Албаније. Српског су поријекла, потомци Станка Црнојевића из племена и села Бушат код Скадра. Приватно је образован. Ратовао је у црногорско-турском рату (1852—1853).
У вријеме турске владавине, у доба Ивана Јастребова, село Зогољ је било главно мјесто бајрака Зогољ и главно мјесто у Мату. Од свих 19 села бајрака, Зогољ је имао највише кућа (150), а у том селу је била у доба Јастербова и кула Мат. Јастребов назив повезује са словенском рјечју соко - соколовци, зог је птица уопће. У селу је у вријеме Јастребова била и резиденција кајмакама, а тадашњи кајмакам је био Џелал-паша Зогољ. Он је био син Џеладина паше. Њихова окружна управа је била смјештена у њиховој сопственој кући, на предивном мјесту са којег се видјело цијело пространство које заузима Мат. 